# Adobe Captivate
Adobe Captivate，舊稱RoboDemo，是一個螢幕擷取程式。它的特點是，可以把用戶操作電腦的過程，記錄在一個Adobe Flash檔案內。與此同時，編輯者可以基於這個擷取的過程編制教程，使這個Flash變成指導別人使用電腦的程序。

## 历史
该软件最初是一个屏幕录制工具，名为Flashcam（Nexus Concepts 2002）。2003年，总部位于圣地亚哥的eHelp Corporation收购了Flashcam并将其发布为RoboDemo，该软件演变成了一个电子学习创作工具。最终，软件公司Macromedia收购了eHelp以获得RoboDemo。2015年，在Adobe系统公司收购Macromedia之前不久，该软件被更名为Captivate。

## 外部連結
- 官方网站